# Banco de Tortugas

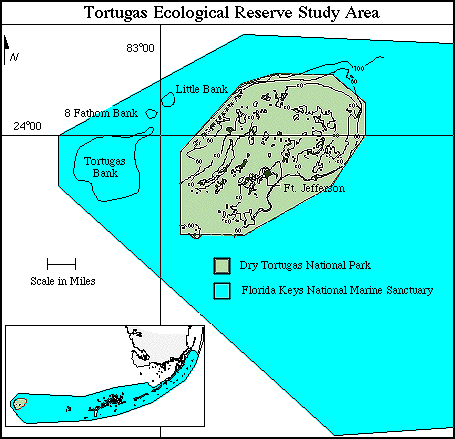
Mapa de localização do banco de Tortugas em relação às Florida Keys

O banco de Tortugas (em inglês:  Tortugas Banks) é um banco submarino, situado no extremo oeste do arquipélago de Florida Keys, perto das ilhas de Dry Tortugas e formado por recifes de coral alicerçados num fundo marinho de calcário cársico do Pleistoceno, com uma profundidade de 20 a 40 m. Trata-se de um banco extenso com uma grande percentagem de cobertura por coral, mas com uma diversidade baixa. A espécie Montastraea cavernosa é a mais abundante, enquanto o coral negro (Antipatharia) é o mais comum nos bordos exteriores do banco.